# 湯姆鎮區 (密蘇里州本頓縣)
湯姆鎮區（英語：Tom Township）是位於美國密蘇里州本頓縣的一個行政鎮區。

## 地方資料
湯姆鎮區的面積為138.79平方千米，當中陸地面積為92.35平方千米，而水域面積為46.44平方千米。根據2020年美國人口普查的數據，當地共有人口2254人，而人口密度為每平方千米16.24人。